# 薩倫托 (金迪奧省)
薩倫托是哥倫比亞的城鎮，位於該國中西部，由金迪奧省負責管轄，距離首府亞美尼亞城25公里，始建於1842年1月5日，面積376平方公里，海拔高度2,134米，2005年人口7,001。

## 外部連結
- Official website of Salento municipality （页面存档备份，存于） (in Spanish)

4°38′N 75°34′W / 4.633°N 75.567°W